# Yasugi
Yasugi (安来市, Yasugi-shi) is een stad in de prefectuur Shimane, Japan. Begin 2014 telde de stad 40.225 inwoners.

## Geschiedenis
Op 4 april 1954 werd Yasugi benoemd tot stad (shi). In 2004 werden de gemeenten Hakuta (伯太町) en Hirose (広瀬町) toegevoegd aan de stad.

## Partnersteden
- Miryang, Zuid-Korea

Subprefectuur:
Oki

Steden:
Gotsu · Hamada · Izumo · Masuda · Matsue (hoofdstad) · Oda · Unnan · Yasugi

Districten:
Iishi · Kanoashi · Nita · Ochi · Oki
Gemeenten per district